# Mike Rae Anderson
Mike Rae Anderson (* 4. Februar 1972 in Stuttgart) ist ein US-amerikanischer Schauspieler, Filmproduzent, Filmregisseur, Filmeditor, Drehbuchautor und Kameramann.

## Leben
Anderson wurde 1972 in Stuttgart, in Baden-Württemberg, Deutschland, geboren. Er wuchs in Fayetteville im US-Bundesstaat North Carolina auf. Er wurde in ärmlichen und schwierigen Verhältnissen groß. Als Teenager verdiente er sich Geld durch den Verkauf von Drogen und Waffen. Während seiner Geschäfte kam es zu einem Streit und einer anschließenden Schießerei, wobei Anderson einen Menschen erschoss und eine 17-jährige Haftstrafe verbüßte. Nach seiner Haftstrafe gründete er die Organisation Polished Soul, die jungen Männern helfen soll, trotz einer schwierigen Kind- und Jugendzeit ein normales Leben führen zu können. Er wirkte an mehreren Theaterstücken von Chuck Davis für das AADE mit.
Nach einer Rolle im Kurzfilm S.T.R.A.Y. : Part Uno im Jahr 2011, für den er auch als Produzent, Regisseur und Kameramann fungierte, ist Anderson seit 2016 regelmäßig in Film- und Serienproduktionen zu sehen. 2015 erschien der Kurzfilm A Polished Soul: The Mike Rae Anderson Story, der auf Andersons Vergangenheit basiert und vor allem seine kriminelle Lebenszeit aufarbeitet. Von 2016 bis 2018 wirkte er in sechs Episoden der Serie Music & Murder mit. 2017 war er außerdem in den Serien Vice Principals und Superstition zu sehen. 2022 stellte er im Tierhorrorfilm Shark Waters die Rolle des Kapitäns Banning dar.

## Filmografie (Auswahl)

### Schauspiel
- 2011: S.T.R.A.Y. : Part Uno (Kurzfilm)
- 2016: Legacy of the Wicked (Kurzfilm)
- 2016: Justice: By Any Means (Fernsehserie, Episode 1x15)
- 2016: Fatal Attraction (Fernsehdokuserie, Episode 5x03)
- 2016: For My Man (Fernsehserie, Episode 2x07)
- 2016: Legends & Lies (Fernsehdokuserie, Episode 2x10)
- 2016–2018: Music & Murder (Fernsehserie, 6 Episoden)
- 2017: Voidfinder
- 2017: Hurt People ... Hurt People
- 2017: #Murder (Fernsehserie, Episode 1x08)
- 2017: Vice Principals (Fernsehserie, 2 Episoden, verschiedene Rollen)
- 2017: Superstition (Fernsehserie, Episode 1x07)
- 2018: Primal Instinct (Fernsehdokuserie, Episode 1x03)
- 2018: Murder Comes to Town (Fernsehdokuserie, Episode 5x05)
- 2018: The American Family Dreamers (Fernsehserie)
- 2018: I Am The Dream
- 2019: Crossbreed
- 2019: The 100 Dollar Love Letter to Black Women
- 2020: Stolen Lilies
- 2021: Untold: The Back & Forth Story
- 2021: Music & Murder 2
- 2022: Shark Waters
- 2022: Sins of the City (Fernsehserie, Episode 3x08)

### Produktion
- 2011: S.T.R.A.Y. : Part Uno (Kurzfilm)
- 2015: A Polished Soul: The Mike Rae Anderson Story (Kurzfilm)
- 2017: Voidfinder
- 2018: Give Us This Day (Dokumentation)
- 2021: Untold: The Back & Forth Story

### Regie
- 2011: S.T.R.A.Y. : Part Uno (Kurzfilm)
- 2015: A Polished Soul: The Mike Rae Anderson Story (Kurzfilm)
- 2016: Sushi Girl by Supa Spitz (Kurzfilm)
- 2022: A Polished Soul

### Drehbuch
- 2015: A Polished Soul: The Mike Rae Anderson Story (Kurzfilm)
- 2016: Sushi Girl by Supa Spitz (Kurzfilm)
- 2022: A Polished Soul

### Filmschnitt
- 2014: Inside ACC Football: A Game Day Experience (Fernsehdokumentation)
- 2015: A Polished Soul: The Mike Rae Anderson Story (Kurzfilm)
- 2016: Sushi Girl by Supa Spitz (Kurzfilm)
- 2022: A Polished Soul

### Kamera
- 2011: S.T.R.A.Y. : Part Uno (Kurzfilm)
- 2015: Ferguson: A Report from Occupied Territory (Dokumentation)
- 2015: A Polished Soul: The Mike Rae Anderson Story (Kurzfilm)
- 2016: Sushi Girl by Supa Spitz (Kurzfilm)
- 2017: Voidfinder
- 2018: Give Us This Day (Dokumentation)
- 2019: The 100 Dollar Love Letter to Black Women
- 2022: A Polished Soul

## Theater (Auswahl)
- Blue Grass Brown Earth, Regie: Chuck Davis, AADE
- Powerful Long Ladder, Regie: Chuck Davis, AADE
- Nelson Mandela, Regie: Chuck Davis, AADE
- God's Trombones, Another Choice Productions
- Dinner Detective, Dinner Theater